# Сибач
Сибач је насеље у Србији у општини Пећинци у Сремском округу. Према попису из 2022. било је 463 становника.
Овде се налазе Црква Светог Николе у Сибачу и Сеоска кућа у Сибачу.

## Историја
Село се у историјским изворима први пут помиње 1397. године. После тога, дуго нема помена, а следећа година помињања је 1713. У почетку припада румском властелинству грофа Пејачевића, а касније 1733. митровачком властелинству. По попису из 1736. године село је наведено као чисто српско.
Године 1836. Георгије Цветковић је био арендатор и претплатник једне књиге у Сибачу.
Сибач је у почетку био мало село, да би 1910. године имао највише у својој историји - 785 становника. У послератном периоду, број становника константно опада. Сибачани су масовно учествовали у Другом светском рату. Као жртве фашизма, живот је дало 112 мештана, а неке породице су буквално десетковане.

## Демографија
У насељу Сибач живи 438 пунолетних становника, а просечна старост становништва износи 40,7 година (38,1 код мушкараца и 43,3 код жена). У насељу има 191 домаћинство, а просечан број чланова по домаћинству је 2,85.
Ово насеље је великим делом насељено Србима (према попису из 2002. године).
|  |

| Демографија | Демографија | Демографија |
| Година      | Становника  | Становника  |
| ----------- | ----------- | ----------- |
| 1948.       | 586         |             |
| 1953.       | 563         |             |
| 1961.       | 548         |             |
| 1971.       | 508         |             |
| 1981.       | 509         |             |
| 1991.       | 549         | 549         |
| 2002.       | 544         | 545         |

| Етнички састав према попису из 2002.‍ | Етнички састав према попису из 2002.‍ | Етнички састав према попису из 2002.‍ | Етнички састав према попису из 2002.‍ | Етнички састав према попису из 2002.‍ |
| ------------------------------------ | ------------------------------------ | ------------------------------------ | ------------------------------------ | ------------------------------------ |
|                                      |                                      |                                      |                                      |                                      |
| Срби                                 | Срби                                 |                                      | 519                                  | 95,40%                               |
| Роми                                 | Роми                                 |                                      | 9                                    | 1,65%                                |
| Југословени                          | Југословени                          |                                      | 6                                    | 1,10%                                |
| Муслимани                            | Муслимани                            |                                      | 2                                    | 0,36%                                |
| Црногорци                            | Црногорци                            |                                      | 1                                    | 0,18%                                |
| Словаци                              | Словаци                              |                                      | 1                                    | 0,18%                                |
| непознато                            | непознато                            |                                      | 0                                    | 0,0%                                 |

| Година пописа     | 1948. | 1953. | 1961. | 1971. | 1981. | 1991. | 2002. |
| ----------------- | ----- | ----- | ----- | ----- | ----- | ----- | ----- |
| Број домаћинстава | 135   | 144   | 146   | 139   | 150   | 167   | 191   |

| Број чланова      | 1  | 2  | 3  | 4  | 5  | 6 | 7 | 8 | 9 | 10 и више | Просек |
| ----------------- | -- | -- | -- | -- | -- | - | - | - | - | --------- | ------ |
| Број домаћинстава | 35 | 53 | 41 | 39 | 15 | 7 | 1 | 0 | 0 | 0         | 2,85   |

| Пол    | Укупно | Неожењен/Неудата | Ожењен/Удата | Удовац/Удовица | Разведен/Разведена | Непознато |
| ------ | ------ | ---------------- | ------------ | -------------- | ------------------ | --------- |
| Мушки  | 222    | 64               | 146          | 9              | 3                  | 0         |
| Женски | 239    | 41               | 144          | 49             | 5                  | 0         |
| УКУПНО | 461    | 105              | 290          | 58             | 8                  | 0         |

| Пол    | Укупно                    | Пољопривреда, лов и шумарство | Рибарство                            | Вађење руде и камена | Прерађивачка индустрија       |
| ------ | ------------------------- | ----------------------------- | ------------------------------------ | -------------------- | ----------------------------- |
| Мушки  | 131                       | 81                            | 0                                    | 0                    | 15                            |
| Женски | 82                        | 50                            | 0                                    | 0                    | 3                             |
| УКУПНО | 213                       | 131                           | 0                                    | 0                    | 18                            |
| Пол    | Производња и снабдевање   | Грађевинарство                | Трговина                             | Хотели и ресторани   | Саобраћај, складиштење и везе |
| Мушки  | 0                         | 5                             | 8                                    | 1                    | 6                             |
| Женски | 0                         | 1                             | 11                                   | 0                    | 2                             |
| УКУПНО | 0                         | 6                             | 19                                   | 1                    | 8                             |
| Пол    | Финансијско посредовање   | Некретнине                    | Државна управа и одбрана             | Образовање           | Здравствени и социјални рад   |
| Мушки  | 0                         | 0                             | 6                                    | 2                    | 2                             |
| Женски | 0                         | 1                             | 4                                    | 3                    | 4                             |
| УКУПНО | 0                         | 1                             | 10                                   | 5                    | 6                             |
| Пол    | Остале услужне активности | Приватна домаћинства          | Екстериторијалне организације и тела | Непознато            | Непознато                     |
| Мушки  | 2                         | 0                             | 0                                    | 3                    | 3                             |
| Женски | 0                         | 0                             | 0                                    | 3                    | 3                             |
| УКУПНО | 2                         | 0                             | 0                                    | 6                    | 6                             |

## Галерија
- Поглед на село
- Поглед на село
- Црква св. Николе
- Основна школа „Слободан Бајић-Паја“ Пећинци, одељење у Сибачу